# Rémy Bourlès
 (décembre 2018).
Si vous disposez d'ouvrages ou d'articles de référence ou si vous connaissez des sites web de qualité traitant du thème abordé ici, merci de compléter l'article en donnant les références utiles à sa vérifiabilité et en les liant à la section « Notes et références ».
Pour les articles homonymes, voir Bourlès.
Rémy Bourlès, né le 2 octobre 1905 à Brest et mort à Paris 14e le 12 juin 1997, est un illustrateur, dessinateur et scénariste français de bande dessinée. Il a contribué à de nombreuses séries dont les plus représentatives et les plus longues sont Pour l'honneur-l'Insaisissable publiée dans le journal Tarzan en 1951 puis Hurrah en 1953, et Bob Mallard, publiée de juillet 1946 à avril 1957 dans l’hebdomadaire jeunesse Vaillant.
Son œuvre est éparpillée dans une dizaine de revues, journaux et fascicules divers, et son domaine principal fut l’illustration. Del Duca a été son éditeur principal.  

## Biographie

### Jeunesse
Fils d’un agent de police, il passe son enfance à Brest. Ses premières tentatives graphiques datent de l’école élémentaire.“J’allais naturellement vers le dessin’’ déclare-t-il dans une interview dans le numéro 45 de la revue Hop! en 1989. En effet il aime dessiner des petits bonhommes dans les marges de ses cahiers et tracer de belles majuscules.
Il lit des périodiques destinés aux enfants, notamment les plus connus dans l’avant-guerre comme L'Épatant, L'Intrépide, Les Belles Images, ou encore La Jeunesse Illustrée. Ce sont cependant les magazines américains trouvés chez un vieux libraire de Brest, et en particulier les dessins de J.C Leyendecker, qui le décident à embrasser la carrière. Il étudie aux Beaux-Arts de Brest. 

### Débuts professionnels
En 1924, il s’adresse au "Pêle Mêle" à qui il envoie quelques dessins en couleurs sur le thème des embarras de la circulation. La rédaction lui répond favorablement et lui demande de recommencer son travail en noir et blanc. C’est sa seule collaboration à ce journal.
Il fait ensuite la tournée des clients potentiels de Brest, proposant des échantillons de son savoir-faire. Des commerçants lui commandent quelques pavés publicitaires illustrés qui sont publiés dans la presse locale. L'agence Choblet l’engage, puis l'agence Queffurus. Il est rémunéré, mais encore trop peu pour être indépendant, ses parents continuent donc de subvenir à ses besoins.
En 1928, ne pouvant gagner correctement sa vie à Brest, il décide de partir à Paris. “J'ai rassemblé mes maigres économies et, mon carton à dessin à la main, une pauvre valise mais beaucoup de détermination et de courage, j'ai pris le train pour la capitale. Partant dans l'inconnu absolu, sans une adresse, sans une recommandation, sans même savoir où loger.” raconte-t-il plus tard.
Une nouvelle fois il fait le tour des rédactions et des imprimeurs. Au journal Le Rire, il vend quelques pages de dessins, toujours sur le problème de la circulation.
Il se met à travailler pour l'imprimerie Kossuth. Il y réalise des dessins publicitaires et des figurines de mode. Quelque temps plus tard, il entre à l'atelier de publicité Marthe Ray. C’est son premier emploi important. En contact direct avec les différentes techniques d'impression, confronté à toutes sortes de problèmes, c’est là qu’il apprend le plus son métier.
Il réalise des catalogues de modes pour les grands magasins "Le Palais de la Nouveauté", "Réaumur", mais ses dessins n’y sont jamais signés. Son expérience dans la mode semble l’avoir influencé car les critiques soulignent par la suite l’allure élégante et svelte de ses personnages aux plus parfaits. Il s’installe à son compte, tout en continuant à fournir quelques travaux pour l'atelier Marthe Ray. Il réalise encore des catalogues, cette fois pour Le Printemps, Les Galeries Lafayette, Le Bon Marché de Bruxelles. À l'époque il a assez exercé pour créer lui-même des modèles et monter sa propre maison, mais il recule devant l'ampleur d’un tel projet et les difficultés à s'imposer sur le marché. Les éditions de mode Darroux et Napolitano lui commandent des catalogues entiers. Elles l’emploient également comme styliste, il crée surtout des model féminins. Jusqu'en 1939, il ne fait pratiquement que du dessin de mode. Les modèles qu’il dessine sont vus par des milliers de consommateurs à travers les catalogues à un moment où les grands magasins connaissent du succès, mais il ne peut pas les signer. Malgré l’importance de sa production, son travail n’est donc pas vraiment reconnu.

### Pendant la guerre
Il rentre à Brest pour passer un conseil de révision. En raison de sa faible constitution et de sa spécialité, il sert l’armée en tant que dessinateur industriel à l’Arsenal de Brest. Son travail consiste à exécuter des croquis, des travaux de lettres et de cartes pour l'artillerie navale. Cela lui vaut les félicitations du Préfet maritime. Mais à l'arrivée des Allemands en 1940, les autorités locales mettent le feu à l'arsenal, afin que rien ne tombe aux mains de l’ennemi. Rémy Bourlès part rejoindre sa femme et sa fille qui sont à une trentaine de kilomètres de là. Plus tard, il revient à Brest. La ville essuie une série de bombardements alliés.
Pendant plusieurs mois, tous les soirs, lui et ses proches doivent se réfugier dans les abris à la suite d'alertes incessantes. Leur maison est atteinte d'un obus de D.C.A. qui vient heurter une poutre du troisième étage. Fort heureusement, ils étaient à la cave.
Afin de survivre, il travaille chez un peintre-décorateur en bâtiment.
Mais il cherche à continuer dans la presse et se rend compte que le catalogue de mode dessinée a vécu, remplacé par la photographie. Il veut donc se reconvertir et se tourne alors vers la bande dessinée.

### Ses débuts dans la bande dessinée: Del Duca
En 1943, il présente un épisode dessiné des Bandits de l'Arizona à un rédacteur en chef de Del Duca aux Editions Mondiales. Cette maison d’édition figure parmi les grands groupes de presse français dès la fin des années 1960 et s’est spécialisée dans la publication de comic strips américains dont elle rachète les droits. Le rédacteur en chef reconnaît un certain talent à Rémy Bourlès et lui confie la réalisation de récits complets. En moyenne, chacun d'eux comporte 12 pages à réaliser en une semaine. C’est Roger Melliès qui en exécute les couvertures. Il ne rencontre Cino Del Duca que deux fois pour des raisons strictement professionnelles. 
Tous les lundis on remet à Bourlès un scénario découpé et dialogué. Il ne sait jamais qui en est le (ou les) scénariste(s), d'ailleurs il ne s’en préoccupe pas. Le travail se fait un peu à la chaîne, sans grande fantaisie, il prend peu de liberté vis-à-vis du texte d'origine.
Cet exercice de style rigoureux est pour lui une bonne école. Il collabore avec Jean Pradeau, un scénariste de chez Del Duca.
À partir de 1947, dans sa collaboration avec ce dernier, il dessine les Coups d’épée de Monsieur de la Guerche, et réalise l’Aigle des mers et la Poursuite éperdue, scénarisée par Prado (faire une note), dans L'Intrépide (première série, 1949).

### Bob Mallard chezVaillant
En 1946, il crée Bob Mallard, un  bimestriel dans Vaillant, puis dans Pif qu’il anime jusqu'en 1947 sur un scénario de Henri Bourdens. Bourdens est par ailleurs pilote; il lui fournit donc croquis et documents techniques pour s’immerger dans l’univers de son personnage. En complément, Bourlès fait de nombreuses visites à l'aéroport du Bourget afin d'aller respirer sur place l’odeur du cambouis et se familiariser avec l'ambiance des ateliers, au contact des mécaniciens.
Il s’agit d’une série d’aventure qui se déroule pendant la seconde guerre mondiale et met en scène les aventures du personnage de Bob Mallard, pilote dans l’aéronautique. La paix revenue, il retourne à la vie civile, luttant contre le crime dans le monde entier en compagnie de son fidèle ami Puchon.

### Collaboration avec des titres et des éditeurs variés
Bourlès dessine Robin des Bois dans L’Ecureuil, et réalise des récits complets pour les éditions Artima, et pour les périodiques Hardi les gars, Caméra 34, Vaillante  ou encore L’Astucieux.
Sa première série est Les coups d'épée de M. De La Guerche dans L'Astucieux en 1947.
En 1949, travaille pour L’Intrépide, des numéros 6 à 2 en réalisant 19 planches de L'Aigle des mers, adaptation du film de la Warner Bross par R. Prado. Bourlès travaille à partir d'une douzaine de photographies mais sans avoir jamais vu le film.
Il réalise des romans dessinés pour La Vie en Fleur de 1952 à 1956 : La Promeneuse au clair de lune, Le Gouffre du lutin, Le Visiteur sans visage, Le Berger de Guadeloupe, La Sorcière du crépuscule etc
De 1960 à 1963, il dessine pour Mireille, périodique jeunesse des années 1950 et du début des années 1960, créé par Marijac et destiné aux jeunes filles
De 1961 à 1971, dans Paris Jour (aux Éditions mondiales), il illustre des romans ou des vies de personnalités historiques, en bandes horizontales ou verticales avec textes sous vignettes.
Il finit par quitter Del Duca en 1971 quand Paris-Jour cesse de paraître.
Il termine sa carrière en proposant de nombreuses illustrations dans les titres des éditions Aventures et Voyages de 1961 à 1987. Il collabore aussi au journal breton O.Lo.Lé de 1970 à 1972. Un ultime ouvrage, Le Félon de Miremont, est édité par Haga (scénario Tibéri) en 1986.
Il cesse ensuite son activité en bande dessinée  à l’âge de 81 ans.
Bourlès consacre la fin de sa vie à la peinture expressionniste d'inspiration bretonne, tout en participant à plusieurs festivals de BD qui lui rendent hommage.
Il meurt à Paris le 12 juin 1997.

## Place dans le monde de la bande dessinée
Rémy Boulrès a abordé tous les genres de la bande dessinée réaliste, travaillant également pour la grande presse et les publications féminines, il s'est aussi penché sur la peinture qu'il pratique en loisir. Il figure parmi les auteurs populaires les plus intéressants et prolifiques de l’après-guerre, mais ayant travaillé souvent dans l’ombre.
D’après Henri Filippini, qui s’exprime à son sujet dans Histoire du journal Vaillant (aux Éditions Glénat), "son trait d'une grande finesse et ses personnages élégants se reconnaissaient au premier coup d’œil». Son style a marqué la mémoire de plusieurs générations de lecteurs de l'immédiat après guerre jusqu'aux années 1970.
Malgré sa production et sa longue carrière, il reste peu connu. Les fanzines et amateurs de bande dessinée se sont rarement penchés sur cet auteur qui a pourtant sa place dans l'histoire de la bande dessinée française. Il appartient à une période bien spécifique, celle des années 1950-1960. Les auteurs de cette période sont peu reconnus malgré le travail de quelques fanzines comme Haga, le collectionneur de bande dessinée ou Hop! pour mettre en valeur cette époque charnière de la bande dessinée.
Sans doute trop modeste, peu habitué à la médiatisation des auteurs de bande dessinée contemporains, c'est avec surprise que Rémy Bourlès rencontre ses anciens lecteurs au cours de quelques festivals où il est invité.

## Œuvres

### En bande dessinée
Dessins pour Alsatia, la Société Parisienne d'Éditions, les éditions mondiales Del Duca (pendant l’occupation).
Récits complets dans Aventuriers d’Aujourd’hui, l’Audacieux, Collection Odyssées entre autres

### Bob l'Ardent
Pour la collection Gang. Le personnage est un champion du monde de boxe qui effectue de nombreux voyages. Il a réalisé un total de 24 planches pour ce périodique

### Le Vagabond du pacifique
Dans Mon Journal. Dans l’intrigue, deux voleurs s’emparent de la clé du coffre de Van Maalen, richissime négociant d’un comptoir sud-africain. Ils tentent de reporter les soupçons sur le secrétaire, Jacques Dalbert. Il a réalisé 35 planches.

### Jean-Marie le mousse
Dans la collection Prouesse. 38 planches ont été réalisées par Bourlès.  

### Robin des bois
Dans Robin l'écureuil. Il réalise 10 planches.

### Récits pourHardi les Gars
Périodique présentant des récits complets en bande dessinée. D'abord édité par SEPIA en 1940 puis 1945 sous une maquette différente chez l'éditeur Héroïca. Des aventures diverses sont proposées aux lecteurs, elles se déroulent au Moyen Âge, en plein cœur de la jungle, ou bien encore durant la guerre. Bourlès a réalisé 18 planches.

### Bob Mallard
Il s’agit d’une des premières et des plus grandes série de Vaillant, journal français hebdomadaire de bandes dessinées créé en 1945.
Le personnage principal, Bob Mallard, est un pilote indépendant qui vit des aventures en compagnie de son fidèle ami Puchon. De 1946 à 1957, Rémy Bourlès est au dessin, en collaboration avec Henri Bourdens au scénario. Ils lèguent ensuite la série à Francisco Hidalgo pour le graphisme et à Jean Sani pour le texte. Ce personnage est l’incarnation physique du héros “pur et dur” des années 1950, avec sa silhouette élancée, ses cheveux blonds et sa nuque rasée. Le dessin est réaliste, avec un trait classique.
Il s’agit véritablement de la série dans laquelle Bourlès s’est le plus investi, il a réalisé, y compris dans les suppléments de Vaillant, près de 529 planches.

### Récits divers
Dans 34 Caméra, magazine mensuel de bande dessinée français, un des premiers «Petit format » publié en France. La première publication a été réalisée par les éditions Vaillant en avril 1949. Il a réalisé 38 planches.
Dans Vaillante, périodique pour filles qui paraît de 1946 à 1949.
Dans l’Astucieux, hebdomadaire français de bande dessinée publié de mai 1947 à décembre 1948 par Cino Del Duca (sous les noms « Les Publications périodiques modernes » puis « Société universelle d'édition »). Il a réalisé 43 planches.
Pour l’Honneur, l’Insaisissable dans Tarzan, titre repris après la guerre par les éditions mondiales de Cino del Duca et qui paraît de 1946 à 1953. La série commence dans Tarzan en 1951, Bourlès y réalise 64 planches. Puis la série est reprise dans  Hurrah avec un total de 484 planches.

### Récits complets et adaptations de films en bande dessinée dansHurrahetL'Intrépide
Dans Hurrah : adaptation de Quand les tambours s'arrêteront (Apache Drums en version originale), western américain réalisé par Hugo Fregonese en 1951. Ou encore Le Vieil Homme et la Mer (The Old Man and the Sea en version originale), film américain réalisé par John Sturges, sorti en 1958, et lui-même adapté du roman d'Ernest Hemingway (1952).
Dans L’Intrépide : adaptation de L'Aigle des mers (The Sea Hawk en version originale) film de pirates américain réalisé par Michael Curtiz, sorti en 1940.

### Histoires sentimentales dansLa Vie en Fleurs
De 1952 à 1956 : La Promeneuse au clair de lune (d’après Maud Fleurange), Le Visiteur sans visage (d’après Jean Miroir), Le Berger de Guadeloupe (d’après Zane Gray), La Sorcière du crépuscule (d’après Jean Miroir).

### Récits de voyage dansMireille
De 1960 à 1963. Cet hebdomadaire est destiné à un public juvénile féminin. Il a été lancé par Marijac en avril 1953. Bourlès y réalise 368 planches.

### Collaborations
Aux journaux Ima, à Tintin (Le Disque de feu), Intimité, Lisette.

### Strips avec textes sous images pourParis JournalpuisParis Jour
De 1958 à 1971 : le Lys dans la vallée, le monde perdu, l’Homme qui assassina, Mademoiselle Molière, Lady Hamilton, Goya, entre autres.

### Reprises
Mousqueton dans le périodique En Garde! où il réalise 2 numéros , Richard le bien aimé dans Rocambole puis repris dans En Garde!, dans Whipii! et enfin dans Apaches. Également Les Mystères de Londres (d’après Paul Féval) dans Pirates.

### Illustrations éducatives
De 1961 à 1987 pour les divers pockets des éditions Aventures et Voyages.

### Le Félon de Miremont
Aux éditions Haga en 1986. Le scénario est de Jean Paul Tibéri, qui est aussi le fondateur du fanzine Haga.

### Publicité et mode
En 1928, il travaille pour l’imprimerie Kossuth, pour laquelle il réalise des campagnes publicitaires et des figures de mode.
Installé un peu plus tard à son compte, il collabore aux catalogues pour les grands magasins Printemps, Galeries Lafayette et Le Bon Marché, ainsi que les éditions de mode Darroux et Napolitano.

### Peinture
Bourlès consacre la fin de sa vie à la peinture expressionniste d’inspiration bretonne, où il retrace les scènes quotidiennes de la vie et les paysages de Bretagne.
Il a également participé à quelques rares expositions, dont la principale en juillet 1956, à la Maison de la Bretagne à Paris sous la présidence de monsieur Jean Marin, Directeur Général de l'Agence France Presse.  

## Hommages
De son vivant, il a participé à plusieurs festivals de bande dessinée lui rendant hommage. Il y rencontre ses anciens lecteurs.
Bourlès, un album qui évoque sa carrière, par Jean Claude Tibéri. Sorti en 2011, dans la collection Découvertes aux Éditions du Taupinambour.
Son petit fils Philippe Hourdry, sa fille Rozenn et son mari Jacques créent un site internet en 2004 pour faire connaître son travail.

## Publications dans les périodiques
- Les Aventuriers d’Aujourd’hui, entre 1943 et 1945.
- La piqûre mortelle, récit complet dans Les Aventuriers d’aujourd’hui, 1948.
- La salamandre d’or, récit complet dans Les Aventuriers d’aujourd’hui, 1949.
- Pour l'honneur : L'Insaisissable, série dans Tarzan[6], 1950-1952.
- L'Insaisissable, série dans Tarzan, 1953.
- L'Insaisissable (suite) série dans Hurrah, 1957.
- Au pays des diamants, récit complet dans Hurrah, 1957.
- Le vieil homme et la mer, film raconté dans Hurrah, 1959.
- Les coups d'épée de Monsieur de La Guerche dans L’Astucieux, 1947.
- L'Aigle des mers (d'après le film de la Warner Bross adapté par R.Prado), dans L’Intrépide, 1949.
- La poursuite éperdue, scénario de R. Prado, dans L'Intrépide, 1949.
- Pour L'Honneur : L'Insaisissable, dans L’Intrépide, 1952.
- La ruée des bolides, récit complet dans L’Intrépide, 1956.
- Le collier de la toison d’or, récit complet dans L'Intrépide, 1958.
- La machine infernale, récit complet dans L’Intrépide, 1960.
- Le visiteur sans visage, roman dessiné dans La Vie en fleur, 1952
- La promenade au clair de lune, roman dessiné dans La Vie en fleur, 1956.
- A la recherche de la cité perdue, série dans Mireille, 1960
- La rivière des castors, série dans Mireille, 1962
- Pénélope était du voyage, série dans Mireille, 1963
- Bob L'Ardent sera-t-il champion? dans Les aventures de Bob l'Ardent, Collection Gang, 1946.
- Bob L’Ardent contre les pillards du Texas, dans Les aventures de Bob l'Ardent, Collection Gang, 1946
- Bob L’Ardent pilote le Z.1-4, dans Les aventures de Bob l'Ardent, Collection Gang, 1946.
- Disque de feu, l'énigme des soucoupes volantes, histoire à suivre dans Tintin, 1950.
- Les voleurs d'émeraudes (d'après E de Keyser), dans Junior, 1946.
- Bigh, Bagh et Bigh ou la petite protégée des grands singes, dans Fillette -spécial ‘’en vacances’’, 1948.
- Bataille dans la mine, série dans Vaillant, 1946.
- Le secret de Krishna, série dans Vaillant, 1947.
- Bob Mallard : Pilote de chasse, série dans Vaillant, 1947
- Bob Mallard : Contre le cercle de jade, série dans Vaillant, 1948
- Bob Mallard :  L'espion du Pacifique, série dans Vaillant, 1949
- Bob Mallard : Contre le Dragon Noir, série dans Vaillant, 1950
- Bob Mallard : On n'arrête pas les "typhons", série dans Vaillant, 1952
- Bob Mallard : Canards sauvages, série dans Vaillant, 19454
- Bob Mallard : Le sauvetage imprévu, dans 34 Camera, 1949
- Bob Mallard : Pas de chance Bob Mallard, dans 34 Camera, 1950
- Bob Mallard : Une nuit à Sao Paulo, dans 34 Camera, 1950
- Solweij, petite fleur des neiges, dans Vaillante, 1947.
- Le vagabond du Pacifique, histoire à suivre dans Mon Journal, 1946.
- Le cruel affront, dans Ardan, 1953
- La princesse traquée, dans Ardan, 1954
- Échec a la Kriegsmarine, dans Hardi les Gars, 1946.
- Au service de la Royal Navy, dans Hardi les Gars, 1946.
- Aventures de Jean Marie le Mousse : Traqués sur les mers, aux Sélections Prouesses, Marcel Daubin, 1944.
- Aventures de Jean Marie le Mousse : Le requin blanc, aux Sélections Prouesses, Marcel Daubin, 1946.
- Victor Hugo, dans Lisette, 1959.
- Molière, dans Lisette, 1959.
- Yves de Vérité, dans Ololê, Herry Caouissin, 1970.
- Brizeux le chantre de la Bretagne croyante, dans Ololê, Herry Caouissin, 1970
- Mousqueton, dans En Garde!, 1963.
- Richard le bien-aimé, dans Rocambole, 1964.
- Les Mystères de Londres, d'après Paul Féval, dans Pirates, 1969.
- L'Aigle des Mers, album. Ed, Mondiales.
- Le félon de Miremont, album n° 59/60, Haga, 1986